# Shōtarō Yachi
Shōtarō Yachi (谷内 正太郎, Yachi Shōtarō, né le 6 janvier 1944) est un diplomate et universitaire japonais qui sert actuellement comme conseiller pour la sécurité nationale auprès du Premier ministre du Japon. Il est aussi le premier chef du Conseil de sécurité nationale, depuis sa fondation en décembre 2013.

## Histoire

### Jeunesse et formation
Yachi est né le 6 janvier 1944 dans la ville de Kanazawa, Japon et il grandit dans la ville japonaise de Toyama.
Il a reçu sa maîtrise à l'École supérieure de droit et de politique de l'Université de Tokyo en 1969. 

### Carrière
Yachi entre au ministère des Affaires étrangères à la sortie de l'université et prend sa retraite en 2008. Son service au ministère des Affaires étrangères du Japon incluait des travaux au Bureau des affaires asiatiques, au Bureau des traités, au Bureau des affaires nord-américaines et des délégations japonaises aux Philippines, dans la Communauté européenne et aux États-Unis. Il a été vice-ministre des Affaires étrangères de 2005 à 2008. 
Il a été le conseiller en politique étrangère de Shinzō Abe quand celui-ci occupait le poste de Premier ministre en 2006-2007. Lors du deuxième mandant de Shinzō Abe au poste de Premier ministre qui débute le 6 décembre 2012, il choisit Yachi comme conseiller spécial de son cabinet. 
Il a été nommé le premier chef du Conseil de sécurité nationale lors de sa création en décembre 2013. L'une des premières taches de Yachi en tant que conseille à la sécurité nationale était de renforcer les nouvelles relations du Conseil avec le gouvernement américain pour cela il rencontra son homologue américaine, Susan Rice, ainsi que les secrétaires du cabinet, Chuck Hagel et John Kerry.

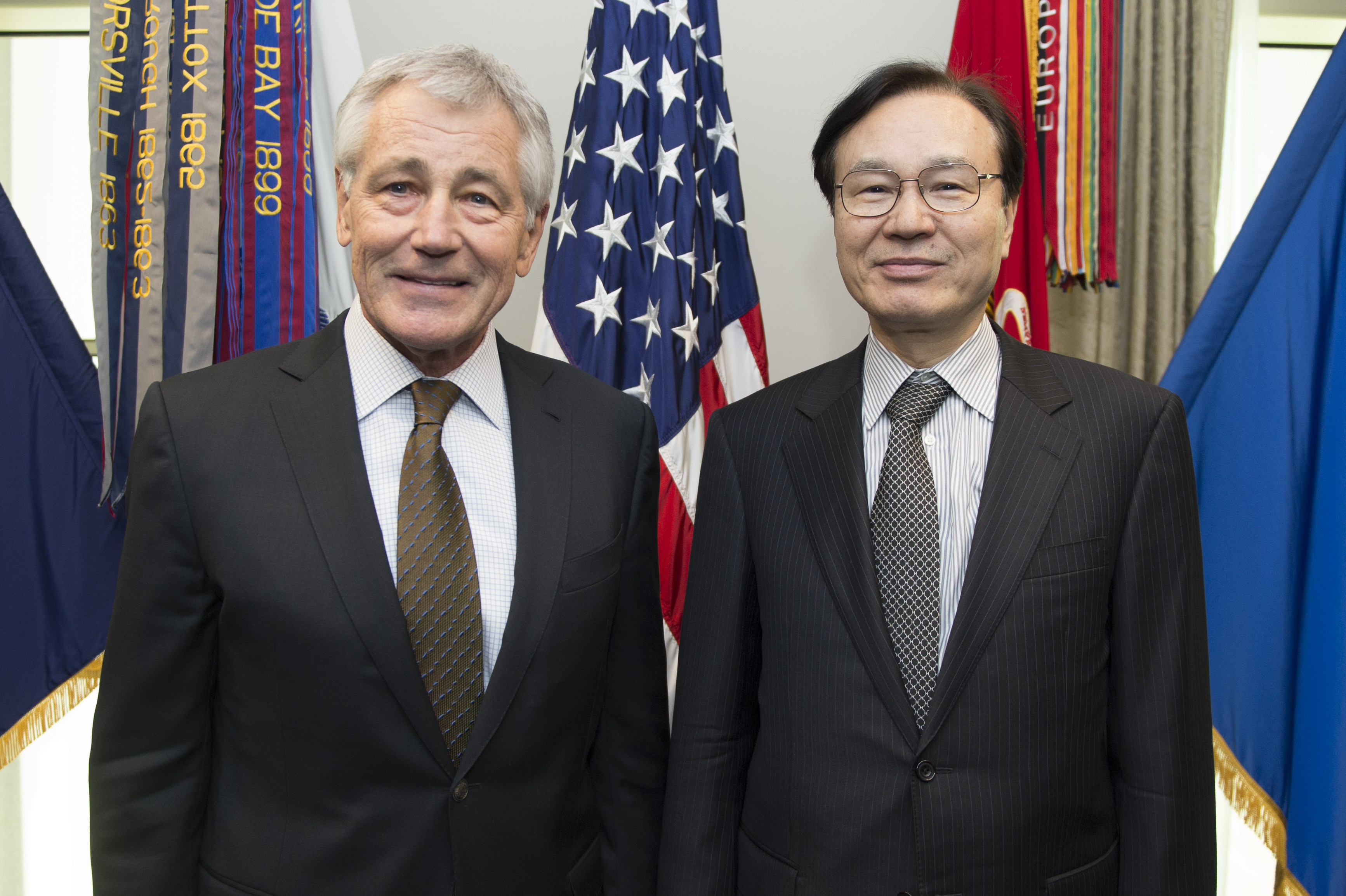
Chuck Hagel et Shotaro Yachi, en 2014

Yachi a enseigné à l'Université Waseda, à l'Université Sophia, à l'Université Seinan Gakuin, à l'Université Keio et à l'Université Chuo. De juin 2012 à décembre 2013, il a été administrateur de la société Fujitsu,.